# Зарічанський (зупинний пункт)
Заріча́нський — пасажирський залізничний зупинний пункт Одеської дирекції Одеської залізниці на лінії Колосівка — Чорноморська.
Розташований за декілька кілометрів від сіл Шевченкове та Новоселівка Березівський район Одеської області між станціями Раухівка (6 км) та Сербка (14 км).
Станом на початок 2018 р. на платформі не зупиняються приміські поїзди.